# Solfa
Solfa – polski herb szlachecki z nobilitacji.

## Opis herbu
Opis herbu z wykorzystaniem klasycznych zasad blazonowania:
W polu barwy nieznanej, damascenowanym, papuga barwy naturalnej, trzymająca w uniesionej łapie gałązkę z różą czerwoną. Klejnot: nad hełmem bez korony, samo godło. Labry barwy nieznanej.

## Najwcześniejsze wzmianki
Nadany przez cesarza Karola V w 1541. W Polsce potwierdzony Janowi Solfie, kanonikowi wrocławskiemu, wileńskiemu, warmińskiemu i warszawskiemu, lekarzowi królewskiemu 18 lutego 1541.

## Herbowni
Ponieważ herb Solfa był herbem własnym, prawo do posługiwania się nim przysługuje tylko jednemu rodowi herbownemu: Solfa.